# Морошкина, Лали
Лали Викторовна Морошкина (груз. ლალი მოროშკინა, род. 18 ноября 1969 года, Тбилиси) — грузинский политик. Кандидат филологических наук. Профессор Национального университета Грузии и Батумского университета имени Шота Руставели. Конфликтолог.

## Биография
Рождилась 18 ноября 1969 года в Тбилиси. Отец — врач Виктор Морошкин, работал в республиканской больнице. По материнской линии — внучка Арчила Каркарашвили, бабушка, Нана Учадзе, заведовала аптекой. Воспитывалась отчимом — Талесом Шония. Училась в 1-й республиканской экспериментальной средней школе в Тбилиси, в годы учёбы была знакома и дружна с Михаилом Саакашвили.
Окончила факультет русского языка и литературы Государственного педагогического института имени Сулхан-Саба Орбелиани.
В разное время была ведущей программы новостей Департамента телевидения и радио, руководителем информационного отдела Центра по связям с грузинами, проживающими за рубежом, создала и возглавляла неправительственную организацию «Чеми Сакартвело» (Моя Грузия) (2001—2003). Занимала должность заместителя министра по особым поручениям, по вопросам урегулирования конфликтов (2004). Была советницей Дмитрия Дарбаисели, главы департамента по исполнению наказаний министерства по исполнению наказаний Грузии (2012—2014, уволена в 2014 году после критических заявлений о пенитенциарной системе).
Защитила диссертацию на соискание учёной степени кандидат филологических наук. Преподаёт в Национальном университете Грузии и Батумском университете имени Шота Руставели. Конфликтолог.
В 2011 году была подвергнута аресту на 15 суток, ей инкриминировали хулиганство
Занимается туристический бизнесом.
Выступает за безотлагательное восстановление дипломатических отношений между Грузией и Россией